# Toxonagria
Toxonagria is een vliegengeslacht uit de familie van de dambordvliegen (Sarcophagidae).

## Soorten
- T. arnaudi Pape, 1992
- T. montanensis (Parker, 1919)